# Скофілд (Юта)
Скофілд (англ. Scofield) — місто (англ. town) в США, в окрузі Карбон штату Юта. Населення — 26 осіб (2020).

## Географія
Скофілд розташований за координатами 39°43′16″ пн. ш. 111°9′46″ зх. д. / 39.72111° пн. ш. 111.16278° зх. д. (39.721046, -111.162909).  За даними Бюро перепису населення США в 2010 році місто мало площу 1,81 км², уся площа — суходіл. В 2017 році площа становила 2,39 км², уся площа — суходіл.

### Клімат
| Клімат : Скофілд                             | Клімат : Скофілд | Клімат : Скофілд | Клімат : Скофілд | Клімат : Скофілд | Клімат : Скофілд | Клімат : Скофілд | Клімат : Скофілд | Клімат : Скофілд | Клімат : Скофілд | Клімат : Скофілд | Клімат : Скофілд | Клімат : Скофілд | Клімат : Скофілд |
| Показник                                     | Січ.             | Лют.             | Бер.             | Квіт.            | Трав.            | Черв.            | Лип.             | Серп.            | Вер.             | Жовт.            | Лист.            | Груд.            | Рік              |
| Середній максимум, °C                        | −0,2             | 1,9              | 4,3              | 8,6              | 15,4             | 21,2             | 24,8             | 24,2             | 19,8             | 13,2             | 5,5              | 0,8              | 11,7             |
| Середній мінімум, °C                         | −17,7            | −17,2            | −11,6            | −7,2             | −1,8             | 1,2              | 4,7              | 3,9              | −0,1             | −5               | −10,4            | −16,3            | −6,4             |
| Норма опадів, мм                             | 47               | 41               | 45               | 33               | 37               | 22               | 23               | 36               | 34               | 39               | 39               | 41               | 438              |
| -------------------------------------------- | ---------------- | ---------------- | ---------------- | ---------------- | ---------------- | ---------------- | ---------------- | ---------------- | ---------------- | ---------------- | ---------------- | ---------------- | ---------------- |
| Джерело: The Western Regional Climate Center |                  |                  |                  |                  |                  |                  |                  |                  |                  |                  |                  |                  |                  |

## Демографія
Згідно з переписом 2010 року, у місті мешкали 24 особи в 14 домогосподарствах у складі 7 родин. Густота населення становила 13 осіб/км².  Було 83 помешкання (46/км²).
Расовий склад населення:
| - 91,7 % — білих - 4,2 % — осіб інших рас |

До двох чи більше рас належало 4,2 %. Частка іспаномовних становила 25,0 % від усіх жителів.
За віковим діапазоном населення розподілялося таким чином: 8,3 % — особи молодші 18 років, 58,4 % — особи у віці 18—64 років, 33,3 % — особи у віці 65 років та старші. Медіана віку мешканця становила 61,7 року. На 100 осіб жіночої статі у місті припадало 118,2 чоловіків;  на 100 жінок у віці від 18 років та старших — 120,0 чоловіків також старших 18 років.
Середній дохід на одне домашнє господарство  становив 81 139 доларів США (медіана — 86 250), а середній дохід на одну сім'ю — 78 820 доларів (медіана — 85 625). 
Цивільне працевлаштоване населення становило 29 осіб. Основні галузі зайнятості: сільське господарство, лісництво, риболовля — 37,9 %, освіта, охорона здоров'я та соціальна допомога — 24,1 %, науковці, спеціалісти, менеджери — 20,7 %.